# Moneyball
Moneyball (v anglickém originále Moneyball) je americký sportovní dramatický film z roku 2011. Režisérem filmu je Bennett Miller. Hlavní role ve filmu ztvárnili Brad Pitt, Jonah Hill, Philip Seymour Hoffman, Chris Pratt a Casey Bond.

## Ocenění
Brad Pitt a Jonah Hill byli za své role v tomto filmu nominováni na Oscara, Zlatý glóbus, cenu BAFTA a SAG Award. Film byl dále nominován na čtyři Oscary v kategoriích nejlepší film, střih, zvuk a scénář, dále na dva Zlaté glóby v kategoriích nejlepší scénář a film-drama a jednu cenu BAFTA v kategorii nejlepší scénář.

## Obsazení
| Brad Pitt              | Billy Beane     |
| Jonah Hill             | Peter Brand     |
| Philip Seymour Hoffman | Art Howe        |
| Chris Pratt            | Scott Hatteberg |
| Casey Bond             | Chad Bedford    |
| Stephen Bishop         | David Justice   |
| Royce Clayton          | Miguel Tejada   |
| David Hutchison        | John Mabry      |
| Robin Wright           | Sharon          |